# Долгий Мох (Могилёвская область)
Долгий Мох (бел. Доўгі Мох) — деревня в составе Волковичского сельсовета Чаусского района Могилёвской области Республики Беларусь.

## История
В 1675 упоминается как деревня в составе Могилевской волости в Оршанском повете ВКЛ. Деревня была административным центром Долгомохской волости Быховского уезда Могилёвской губернии.

## Население
- 2010 год — 115 человек